# Anosia indicus
Anosia indicus är en fjärilsart som beskrevs av Hans Fruhstorfer 1899. Anosia indicus ingår i släktet Anosia och familjen praktfjärilar. Inga underarter finns listade i Catalogue of Life.